# 绒毛红花荷
绒毛红花荷（学名：Rhodoleia forrestii），为金缕梅科红花荷属下的一个植物种。